# Ленточник Мольтрехта
Ленточник Мольтрехта (лат. Limenitis moltrechti) — дневная бабочка из семейства нимфалид.

## Описание
Размах крыльев 48 - 73 мм. Центральная ячейка передних крыльев с одним продолговатым пятном по середине. 

## Этимология названия
Видовое название дано в честь Арнольда-Кристиана-Александера Мольтрехта — врача, известного исследователя фауны Дальнего Востока, собирателя лепидоптерологических и других зоологических коллекций. Ему удалось первому открыть возле современной Седанки под Владивостоком в августе 1903 года данный вид бабочек.

## Ареал
Приморье, Амурская область, Уссурийский край; северо-восток Китая и Корея.

## Биология
Бабочки обитают на открытых ландшафтов в зоне горных смешанных лесов. Одно поколение за год. Время лёта с середины июля до середины августа. 
Гусеница зелёного цвета с белыми боковыми полосками и более тёмной нижней частью тела. На спине имеются 2 ряда коричневых шипов, из которых 3 передние пары значительно длиннее остальных.
Стадия гусеницы в мае - июне. Кормовые растения гусеницы: жимолость: Lonicera praeflorens, Lonicera chrysantha, Lonicera japonica.